# La Hauteville
Pour les articles homonymes, voir La Hauteville.
La Hauteville est une commune française située dans le département des Yvelines en région Île-de-France.

## Géographie

### Situation
La commune de La Hauteville est située dans le sud-ouest du département, dans l'extrémité ouest du massif forestier de Rambouillet. La commune est, de ce fait, très boisée.
Elle se trouve, par la route, à environ 46 kilomètres à l'ouest-sud-ouest de Versailles et à environ 37 kilomètres au sud de Mantes-la-Jolie, le chef-lieu d'arrondissement. Houdan, chef-lieu de canton, est à 13 kilomètres au nord et Rambouillet à 20 kilomètres à l'est-sud-est.

### Hameaux de la commune
L'habitat est réparti dans deux hameaux, celui de Hargeville presque accolé au bourg et celui de l'Épinette au sud-ouest.
Les deux hameaux de La Hauteville sont la Hauteville elle-même et  l'Epinette. Hargeville est une commune située au nord de La Hauteville à côté de Septeuil (voir carte verte Michelin no 106 ).

### Communes voisines
Les communes sont Adainville au nord-est, La Boissière-École de l'est au sud-sud-est, Le Tartre-Gaudran au sud-ouest et Grandchamp au nord-ouest.

### Climat
Pour des articles plus généraux, voir Climat de l'Île-de-France et Climat des Yvelines.
En 2010, le climat de la commune est de type climat océanique dégradé des plaines du Centre et du Nord, selon une étude du CNRS s'appuyant sur une série de données couvrant la période 1971-2000. En 2020, Météo-France publie une typologie des climats de la France métropolitaine dans laquelle la commune est dans une zone de transition entre le climat océanique et le climat océanique altéré et est dans la région climatique Sud-ouest du bassin Parisien, caractérisée par une faible pluviométrie, notamment au printemps (120 à 150 mm) et un hiver froid (3,5 °C).
Pour la période 1971-2000, la température annuelle moyenne est de 10,2 °C, avec une amplitude thermique annuelle de 14,5 °C. Le cumul annuel moyen de précipitations est de 640 mm, avec 10,6 jours de précipitations en janvier et 8 jours en juillet. Pour la période 1991-2020, la température moyenne annuelle observée sur la station météorologique la plus proche, située sur la commune de Saint-Léger-en-Yvelines à 11 km à vol d'oiseau, est de 11,0 °C et le cumul annuel moyen de précipitations est de 706,3 mm,. Pour l'avenir, les paramètres climatiques de la commune estimés pour 2050 selon différents scénarios d'émission de gaz à effet de serre sont consultables sur un site dédié publié par Météo-France en novembre 2022.

## Urbanisme

### Typologie
Au 1er janvier 2024, La Hauteville est catégorisée commune rurale à habitat dispersé, selon la nouvelle grille communale de densité à sept niveaux définie par l'Insee en 2022.
Elle est située hors unité urbaine. Par ailleurs la commune fait partie de l'aire d'attraction de Paris, dont elle est une commune de la couronne,. Cette aire regroupe 1 929 communes,.

### Occupation des solssimplifiée
Le territoire de la commune se compose en 2017 de 88,15 % d'espaces agricoles, forestiers et naturels, 7,93 % d'espaces ouverts artificialisés et 3,92 % d'espaces construits artificialisés.

### Transports et voies de communications

#### Réseau routier
La quasi-totalité de la voirie est communale.

#### Desserte ferroviaire
La gare SNCF la plus proche est la gare de Houdan à 12 kilomètres au nord.

#### Bus
La commune est desservie par la ligne 5215 réseau de bus Centre et Sud Yvelines.

## Toponymie
Le nom primaire de Hauteville est attestée en Carmeia en 1151 et en 1172, Charmeiam en 1268, Charmeia au XIIIe siècle, La Charmoye en 1288, du nom du hameau, du bois de la Charmoie situé à 4,6 km.
Dans les textes anciens, le bourg de La Hauteville est souvent appelé « La Charmoie » en raison du territoire boisé de charmes sur lequel il se trouve. Il conserve ce nom jusqu'à la Révolution. Voir : Toponymie de Hauteville-la-Guichard.

## Histoire
Traduction de « Alta Villa », la commune s'est appelée « La Hauteville La Charmoix » jusqu'au début du XIXe siècle[réf. nécessaire].
On a découvert sur le territoire de la commune quelques haches de silex taillé et poli, indiquant que la contrée était habitée à l'âge préhistorique.
La route de Chartres à Meulan, par Saint-Léger passait entre La Hauteville et La Boissière. Des tronçons de chaussées généralement formées d'un pavage grossier ont été mis au jour.
La Hauteville dépendait de l'archidiaconé de Poissy, du doyenné de Mantes et diocèse de Chartres et l'ensemble de la contrée appartenait à l'abbaye de Saint-Germain-des-Prés qui le tenait de la libéralité de Pépin le Bref suivant une charte donnée en septembre 768, la veille de sa mort.
Cette charte indique : « Nous donnons la forêt d'Yveline, avec tout ce qu'elle renferme et tout ce qui en dépend, savoir les manses, les terres, les maisons, les édifices, les colons, les serfs, les bois, les vignes, les champs, les prés, les pâturages, les eaux, les cours d'eau, les objets mobiliers et immobiliers, l'argent, les bestiaux des deux sexes, les troupeaux avec leurs bergers, les bêtes fauves de toutes espèces, enfin les forestiers… »
Le village eut sans doute à souffrir des invasions normandes car selon le rapport de Guillaume de Jumièges, Rollon, après être venu à Étampes alla à Villemeux, pilla les terres des environs et retourne à Paris.
L'érection de l'église date d'avant 1182, car Pierre de Celle, l'évêque de Chartres, reconnait que l'abbaye Saint-Magloire de Paris a le droit de patronage sur l'église Sainte-Marie de la Charmoie.
- L'église et le cimetière de La Hauteville sont aussi ceux des communes de Grandchamp et du Tartre-Gaudran.
- De la même façon, le monument aux morts porte les noms des morts des trois communes.

## Politique et administration

### Liste des maires
| Période                                  | Période  | Identité        | Étiquette | Qualité |
| ---------------------------------------- | -------- | --------------- | --------- | ------- |
| Les données manquantes sont à compléter. |          |                 |           |         |
| mars 1977                                | En cours | Marc Courteaud, |           |         |

### Instances administratives et judiciaires
La commune de La Hauteville appartient au canton de Bonnières-sur-Seine et est rattachée au communauté de communes du Pays Houdanais.
Sur le plan électoral, la commune est rattachée à la neuvième circonscription des Yvelines, circonscription à dominante rurale du nord-ouest des Yvelines.
Sur le plan judiciaire, La Hauteville fait partie de la juridiction d’instance de Mantes-la-Jolie et, comme toutes les communes des Yvelines, dépend du tribunal de grande instance ainsi que de tribunal de commerce sis à Versailles,.

## Population et société

### Démographie

#### Évolution démographique
L'évolution du nombre d'habitants est connue à travers les recensements de la population effectués dans la commune depuis 1793. Pour les communes de moins de 10 000 habitants, une enquête de recensement portant sur toute la population est réalisée tous les cinq ans, les populations de référence des années intermédiaires étant quant à elles estimées par interpolation ou extrapolation. Pour la commune, le premier recensement exhaustif entrant dans le cadre du nouveau dispositif a été réalisé en 2004.

En 2022, la commune comptait 165 habitants, en évolution de −7,3 % par rapport à 2016 (Yvelines : +2,72 %, France hors Mayotte : +2,11 %).
| 1793 | 1800 | 1806 | 1821 | 1831 | 1836 | 1841 | 1846 | 1851 |
| ---- | ---- | ---- | ---- | ---- | ---- | ---- | ---- | ---- |
| 197  | 227  | 236  | 245  | 260  | 269  | 278  | 323  | 299  |

| 1856 | 1861 | 1866 | 1872 | 1876 | 1881 | 1886 | 1891 | 1896 |
| ---- | ---- | ---- | ---- | ---- | ---- | ---- | ---- | ---- |
| 290  | 274  | 287  | 305  | 313  | 319  | 302  | 260  | 254  |

| 1901 | 1906 | 1911 | 1921 | 1926 | 1931 | 1936 | 1946 | 1954 |
| ---- | ---- | ---- | ---- | ---- | ---- | ---- | ---- | ---- |
| 258  | 257  | 264  | 195  | 212  | 171  | 170  | 147  | 132  |

| 1962 | 1968 | 1975 | 1982 | 1990 | 1999 | 2004 | 2006 | 2009 |
| ---- | ---- | ---- | ---- | ---- | ---- | ---- | ---- | ---- |
| 118  | 138  | 137  | 169  | 157  | 159  | 174  | 177  | 178  |

| 2014 | 2019 | 2022 | - | - | - | - | - | - |
| ---- | ---- | ---- | - | - | - | - | - | - |
| 178  | 166  | 165  | - | - | - | - | - | - |

#### Pyramide des âges
En 2018, le taux de personnes d'un âge inférieur à 30 ans s'élève à 25,9 %, soit en dessous de la moyenne départementale (38 %). À l'inverse, le taux de personnes d'âge supérieur à 60 ans est de 28,9 % la même année, alors qu'il est de 21,7 % au niveau départemental.
En 2018, la commune comptait 82 hommes pour 88 femmes, soit un taux de 51,76 % de femmes, légèrement supérieur au taux départemental (51,32 %).
Les pyramides des âges de la commune et du département s'établissent comme suit.
| Hommes | Classe d’âge | Femmes |
| ------ | ------------ | ------ |
| 0,0    | 90 ou +      | 0,0    |
| 7,5    | 75-89 ans    | 9,3    |
| 25,0   | 60-74 ans    | 16,3   |
| 23,7   | 45-59 ans    | 33,7   |
| 20,0   | 30-44 ans    | 12,8   |
| 10,0   | 15-29 ans    | 14,0   |
| 13,7   | 0-14 ans     | 14,0   |

| Hommes | Classe d’âge | Femmes |
| ------ | ------------ | ------ |
| 0,6    | 90 ou +      | 1,4    |
| 6      | 75-89 ans    | 7,8    |
| 13,5   | 60-74 ans    | 14,8   |
| 20,7   | 45-59 ans    | 20,1   |
| 19,6   | 30-44 ans    | 19,9   |
| 18,5   | 15-29 ans    | 16,8   |
| 21,2   | 0-14 ans     | 19,2   |

## Économie

### Sports
L'association sportive communale (ASCOH) propose tennis, cyclotourisme et pétanque.

## Culture locale et patrimoine

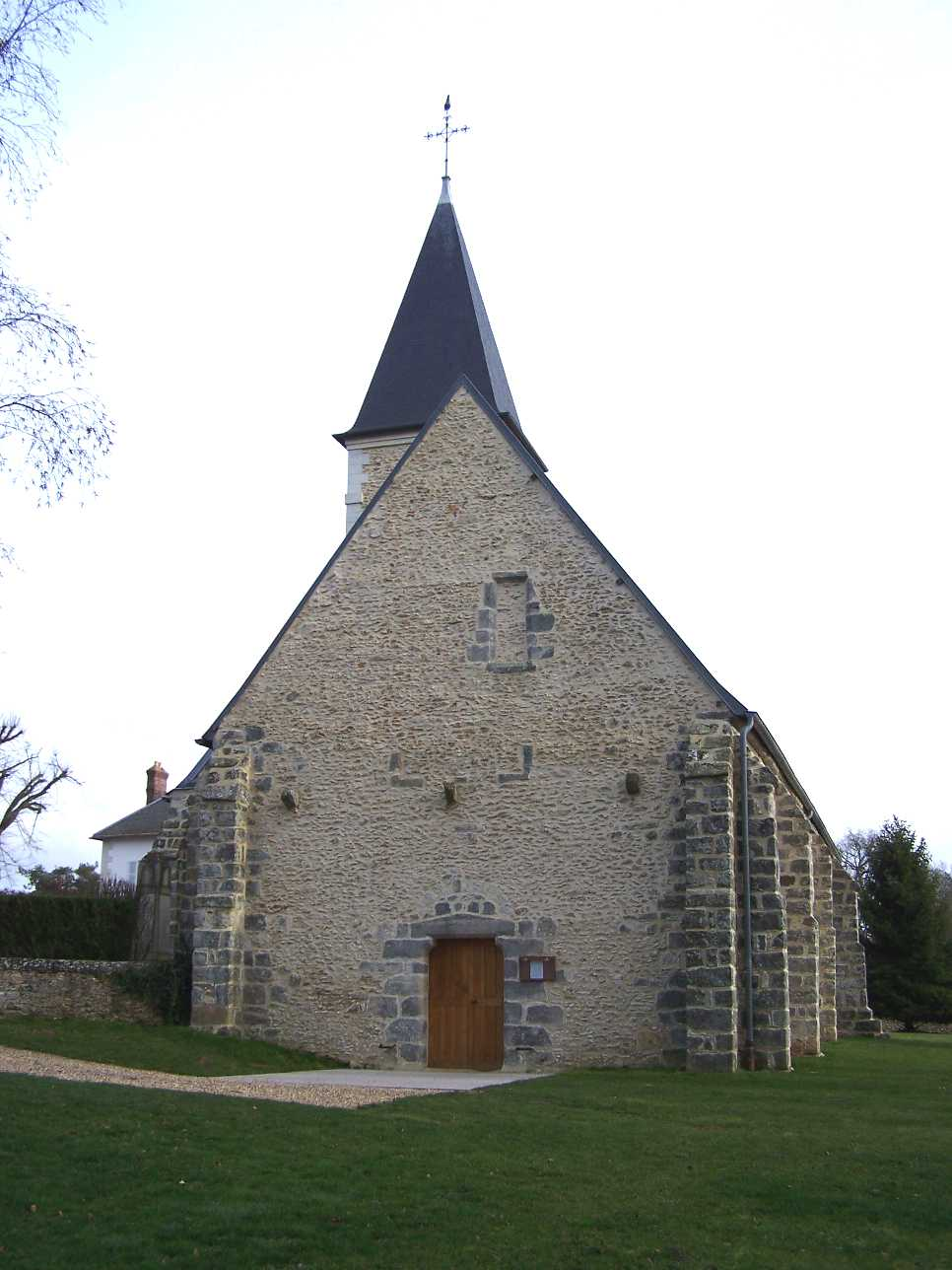
L'église Sainte-Madeleine.

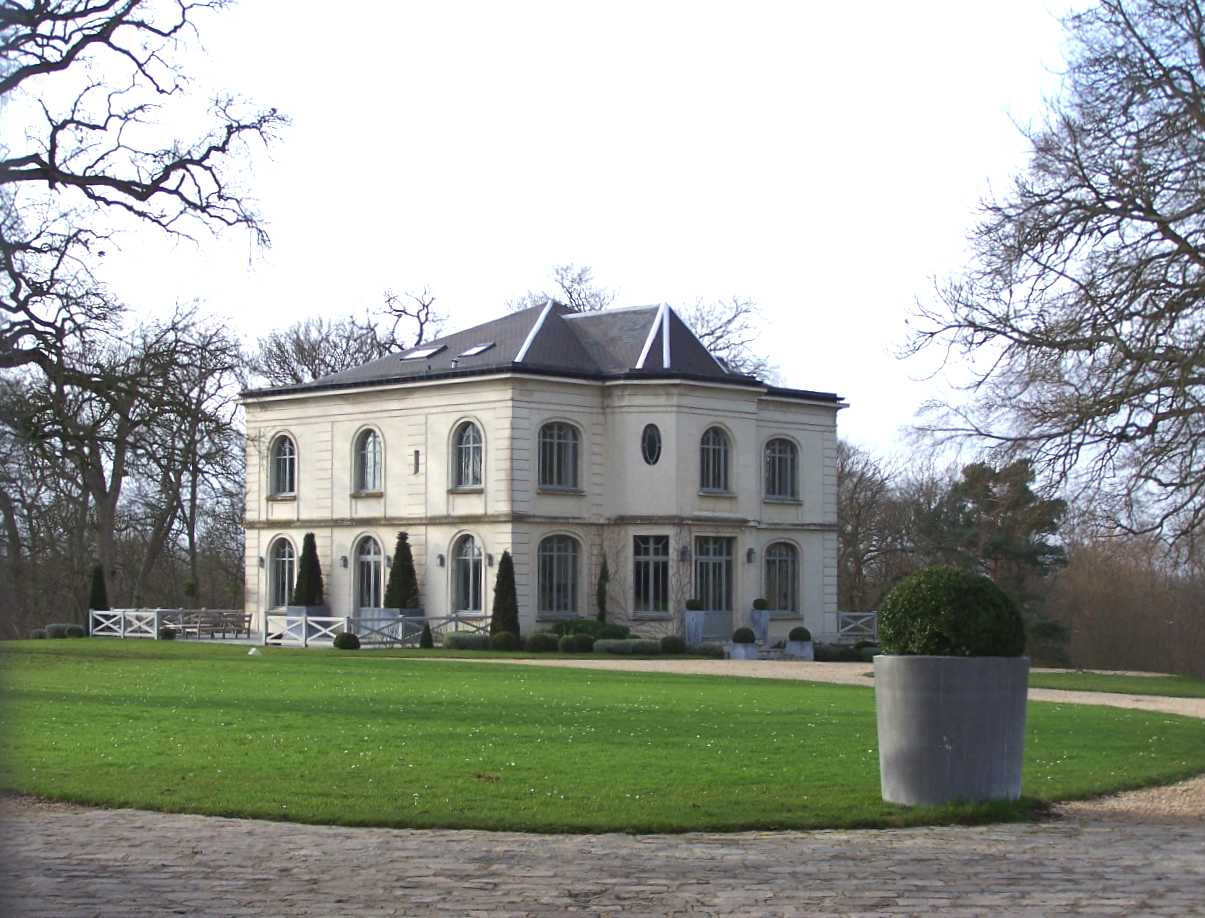
Le château.

### Lieux et monuments
- Église paroissiale Sainte-Madeleine :
  - Statues de saint Jean et de la Vierge du calvaire, en bois taillé, peint, polychrome, du XVIe siècle.
  - Statue de  saint Pancrace, en bois taillé, peint, polychrome, du XVe ou du XVIe siècle.
  - Statue de saint Roch de Montpellier, en bois taillé, peint, polychrome, du XVIe siècle.
  - Statues d'un saint apôtre, de deux anges et un tabernacle du XVIIIe siècle.
- Château de La Hauteville, propriété privée.

### Personnalités liées à la commune
- Thibault Damour (1951), physicien, professeur à l'IHES[réf. nécessaire].
- Nicolas Levieux, sieur de La Hauteville (1617-1678)[28], secrétaire du conseil des finances de Monsieur, frère du roi, lieutenant général de la Nouvelle-France et, Monsieur La Justice, lieutenant avocat dans le domaine civil et criminel de la Sénéchaussée de Québec (1651-1656)[29].
- Ernest de Rambaud (1819-1899), polytechnicien, colonel, directeur du service hospitalier de la Croix-Rouge.
- Georges Sébastian (1903-1989), chef d'orchestre franco-hongrois.
- Gilles Thibaut (1927-2000), trompettiste et parolier français.